# Kenesa

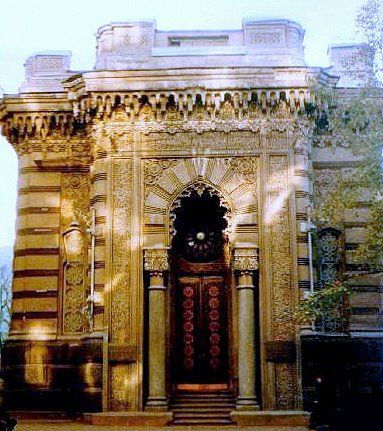
Kenesa de Kíev.

La kenesa (en hebreu: בית כנסת) és el lloc de culte i reunió dels caraïtes, les persones que professen el judaisme i segueixen només la Bíblia hebrea, (l'Antic Testament) al contrari que els jueus talmudistes, que segueixen el Talmud de Babilònia. Per regla general, les keneses són molt semblades a les sinagogues. La seva principal diferència consisteix en el fet que les keneses s'orienten respecte a un eix nord-sud. L'entrada està situada al nord, i des d'ella s'accedeix a un vestíbul. Des del vestíbul s'accedeix a una sala amb bancs, que està dividida en dos pisos, situant-se les dones en la planta superior, amagades dels homes que es troben en la planta baixa. La següent sala és el lloc de culte, a on homes i nens resen en una postura de postració. En l'extrem sud de la kenesa, està situat l'altar (hekhal).